# エミル・ディラヴェル
エミル・ディラヴェル（Emir Dilaver、1991年5月7日 - ）は、ユーゴスラビア・トミスラヴグラード出身のサッカー選手。プルヴァHNL・NKディナモ・ザグレブ所属。ポジションはDF。

## クラブ経歴
2014年6月、フェレンツヴァーロシュTCに3年契約で移籍した。3年間の在籍で、計7つのタイトルを獲得した。
2017年6月、レフ・ポズナンと4年契約を結んだ。
2018年5月29日、NKディナモ・ザグレブに移籍した。

## タイトル

### クラブ
アウストリア・ウィーン
- ブンデスリーガ : 1回 (2012-13)

フェレンツヴァーロシュ
- ネムゼティ・バイノクシャーグI : 1回 (2015-16)
- マジャル・クパ : 3回 (2014-15, 2015-16, 2016-17)
- リガ・クパ : 1回 (2014-15)
- シュペル・クパ : 2回 (2015, 2016)

ディナモ・ザグレブ
- プルヴァHNL : 2回 (2018-19, 2021-22)
- フルヴァツキ・ノゴメトニ・スーペルクプ : 1回 (2019)